# Ressha Sentai Toqger
 (août 2016).
Si vous disposez d'ouvrages ou d'articles de référence ou si vous connaissez des sites web de qualité traitant du thème abordé ici, merci de compléter l'article en donnant les références utiles à sa vérifiabilité et en les liant à la section « Notes et références ».
Kyoryugers Ninningers
Ressha Sentai Toqger (烈車戦隊トッキュウジャー, Ressha Sentai Tokkyūjā, littéralement Toqger, l'escadron des trains) est une série télévisée japonaise du genre sentai, diffusée à partir du 16 février 2014 sur  TV Asahi.

## Synopsis
Les Toqgers utilisent le pouvoir de l'imagination afin de protéger les rêves et les espoirs de chacun. Leurs trains roulent sur la Rainbow Line, une voie ferroviaire de Lumière faisant le tour de la Terre, et affrontent l'armée maléfique de la Shadow Line, qui a pour but de faire souffrir les gens.

## Personnages

### Toqgers
| Acteur                                       | Personnage                                                                                | Ranger                                         | Numéro | Titre        | Toq Ressha |
| -------------------------------------------- | ----------------------------------------------------------------------------------------- | ---------------------------------------------- | ------ | ------------ | --- |
| Jun Shison (志尊 淳, Shison Jun)             | Right (ライト, Raito)                                                                     | Toq 1-gô (トッキュウ１号, Tokkyū Ichi-gō)      | 1      | le Fort      | Red Ressha (レッドレッシャー, Reddo Resshā)                                                                                                   |
| Jun Shison (志尊 淳, Shison Jun)             | Right (ライト, Raito)                                                                     | Dark Toq 1-gô (トッキュウ１号, Tokkyū Ichi-gō) | 1      | le Fort      | Red Ressha (レッドレッシャー, Reddo Resshā)                                                                                                   |
| Jin Hiramaki (平牧 仁, Hiramaki Jin)         | Tokatti (トカッチ, Tokatchi)                                                              | Toq 2-gô (トッキュウ２号, Tokkyū Ni-gō)        | 2      | le Sérieux   | Blue Ressha (ブルーレッシャー, Burū Resshā)                                                                                                   |
| Riria Baba (馬場 梨里杏, Baba Riria)         | Mio (ミオ, Mio)                                                                           | Toq 3-gô (トッキュウ３号, Tokkyū San-gō)       | 3      | la Fougueuse | Yellow Ressha (イエローレッシャー, Ierō Resshā)                                                                                               |
| Ryusei Yokohama (横浜 流星, Yokohama Ryūsei) | Hikari (ヒカリ, Hikari)                                                                   | Toq 4-gô (トッキュウ４号, Tokkyū Yon-gō)       | 4      | le Calme     | Green Ressha (グリーンレッシャー, Gurīn Resshā)                                                                                               |
| Ai Moritaka (森高 愛, Moritaka Ai)           | Kagura (カグラ, Kagura)                                                                   | Toq 5-gô (トッキュウ５号, Tokkyū Go-gō)        | 5      | la Joyeuse   | Pink Ressha (ピンクレッシャー, Pinku Resshā)                                                                                                  |
| Shin Nagahama (長濱 慎, Nagahama Shin)       | Akira Nijino (虹野 明, Nijino Akira) (épisode 17)                                         | Toq 6-gô (トッキュウ６号, Tokkyū Roku-gō)      | 6      |              | Build Ressha (ビルドレッシャ, Birudo Ressha), Drill Ressha (ドリルレッシャ, Doriru Ressha), Diesel Ressha (ディーゼルレッシャ, Dīzeru Ressha) |
| Tsutomu Sekine (関根 勤, Sekine Tsutomu)     | le Conducteur (車掌, Shashō) (Ressha Sentai Toqger, le retour : Le rêve de Super Toq-7gô) | Toq 7-gô (トッキュウ７号, Tokkyū Nana-gō)      | 7      |              | Build Ressha (ビルドレッシャ, Birudo Ressha)                                                                                                  |

- Right est un personnage bourré d'énergie et positif qui va toujours de l'avant. Il ne fait jamais les choses à moitié et même si les chances de gagner sont minces, il tente sa chance. C'est lui qui a l'imagination la plus puissante. Il est claustrophobe et ne réfléchit jamais avant d'agir.
- Prudent et poli, Tokatti est la tête de l'équipe. Il analyse toujours ses ennemis et n'attaque jamais sans un plan, mais il est un poil trop lent et la bataille est souvent déjà terminé avant qu'il ait fini de réfléchir.
- Mio est complexe. Son côté sportive et garçon manqué ne l'empêche pas d'être la « maman » de l'équipe et d'être une parfaite petite femme d'intérieur. Elle est très populaire auprès des garçons ; mais ne lui parlez surtout pas d'amour.
- Hikari est du genre à faire les choses à sa façon. Il est très puissant et son imagination rivalise presque avec celle de Kagura et Right. Il se dispute souvent avec ce dernier. Il obéit toujours à Mio et aime bien embêter Kagura.
- Kagura est une jeune fille dont l'imagination est presque aussi puissante que celle de Right. Mais elle ne la contrôle pas du tout et elle provoque des catastrophes lors des combats. Si elle parvenait à maîtriser son pouvoir, elle serait sûrement une guerrière imbattable.

### Alliés
- Le Conducteur (車掌, Shashō?) est le mentor des Toqgers. Il a choisi les membres de l'équipe pour leur grande imagination. Il est interprété par Tsutomu Sekine.
- Ticket (チケット, Chiketto?) est une marionnette  simiesque greffée au bras droit du Conducteur. Le mystère est de savoir s'il est indépendant ou manipulé par le Conducteur. Il est interprété par Kappei Yamaguchi.
- Wagon (ワゴン, Wagon?) est une robote faisant office d'hôtesse. Elle est interprétée par Yui Horie.

### Ennemis
Dans cette série, les méchants principaux font partie de l'Armée maléfique Shadow Line (悪の進攻シャドーライン, Aku no Shinkō Shadōrain). Leur but est de faire grandir leur monde d'obscurité, dépourvu d’imagination, en utilisant les ténèbres des êtres humains. Pour cela, ils prennent le contrôle des gares afin de recréer les villes à leur image et imposer leurs règles afin de grandir les ténèbres dans l'esprit des gens. Ils opèrent depuis la forteresse Castle Terminal (キャッスルターミナル, Kyassuru Tāminaru).
- L'Empereur des Ténèbres (闇の皇帝, Yami no Kōtei?) (épisode 11) : C'est le chef de Shadow Line. Son vrai nom est « Zet » (ゼット, Zetto?). Il sera pour un temps le second Toq 6-gô.

- Le Général Schwarz (シュバルツ将軍, Shubarutsu Shōgun?) est le chef des forces militaires de Shadow Line.
- Le Baron Nero (ネロ男爵, Nero Danshaku?) dirige Shadow Line en attendant l'Empereur des Ténèbres.
- Madame Noir (ノア夫人, Noa Fujin?) aide le Baron Nero dans ses plans. Elle est la mère de Miss Gritta, et veut faire d'elle une future impératrice.
- Miss Gritta (グリッタ嬢, Guritta Jō?) (épisodes 1-23) : C'est la fille de Madame Noir. Malgré son apparence imposante, c'est encore une enfant. Elle est promise à l'Empereur des Ténèbres.
- Le Comte Nair (ナイル伯爵, Nairu Hakusyaku?) (Ressha Sentai ToQger: The Movie - Galaxy Line SOS) :
- La Marquise Morc (モルク侯爵, Moruku Kōshaku?) (épisode 27) s'est chargé d'élever l'Empereur des Ténèbres.

- - Les combattants Kuros (戦闘員クローズ, Sentō-in Kurōzu?) sont les soldats de l'armée du Shadow Line. Leur design est basé sur les cow-boys.
  - Les Shadow Creeps (シャドー怪人, Shadō Kaijin?) sont les monstres du Shadow Line.

## Arsenal

### Équipement
- Toq Ressha (トッキュウレッシャー, Tokkyū Resshā?) : Ce sont de petits wagons colorés qui peuvent se transformer en mecha, et s'unirent pour devenir Toq-Oh. Ils servent également à la transformation des Toqgers par la commande « Toq Change ! » (トッキュチェンジ！, Tokkyū Chenji!?). N'importe quel Toqger peut l'utiliser : sa combinaison prendra alors la couleur du wagon.
- Toq Changer (トッキュウチェンジャー, Tokkyū Chenjā?) : Les Toqgers combinent leur Toq Changer avec le Toq Ressha correspondant à leur numéro pour se transformer.
- Transformation SmarPho Applichanger (変身スマポアプリーチェンジャー, Henshin Sumapo Apurichenjā?) : transformateur de Toq 6-gô.
- Toq Blaster (トッキュウブラスター, Tokkyū Burasutā?) : L'arme de base des Toqgers, avec deux modes ; le mode « pistolet » et le mode « épée ».
  - Rail Slasher (レールスラッシャー, Rēru Surasshā?) : grosse épée qui peut trancher les métaux les plus résistants ; le Toqger utilisant le wagon rouge peut l'utiliser.
  - Home Trigger (ホームトリガー, Hōmu Torigā?) : Gros pistolet équipé de deux canons ; le Toqger utilisant le wagon bleu peut l'utiliser.
  - Signal Hammer (シンゴウハンマー, Shingō Hanmā?) : gros marteau qui peut fendre le sol et envoyer valser au loin les ennemis ; le Toqger utilisant le wagon jaune peut l'utiliser.
  - Tunnel Axe (トンネルアックス, Tonneru Akkusu?) : grosse hache capable de briser des roches en deux ; le Toqger utilisant le wagon vert peut l'utiliser.
  - Railbridge Claw (テッキョウクロー, Tekkyō Kurō?) : grosse paire de griffes capable de transpercer les ennemis ; le Toqger utilisant le wagon rose peut l'utiliser.
- Bazooka Renketsu (レンケツバズーカ, Renketsu Bazūka?) : Canon formé à partir des armes personnelles des cinq premiers Toqgers, qui s'active en imaginant la faiblesse ou la chose que déteste le plus l'ennemi. L'attaque peut varier grâce à l'imagination.
- Grand canon rotatif (大回転キャノン, Daikaiten Kyanon?) :
  - Yudo Breaker (指導ブレーカー, Yudō Burēkā?) : Arme personnelle de Toq 6-gô, épée à l'apparence d'un bâton luminescent.

## Mechas
- Toq-Oh (トッキュウオー, Tokkyū-Ō?) : Formé à parir des cinq Toq Resshas suivants :
  - Red Ressha (レッドレッシャー, Reddo Resshā?) : Piloté par Toq 1-gô.
  - Blue Ressha (ブルーレッシャー, Burū Resshā?) : Piloté par Toq 2-gô
  - Yellow Ressha (イエローレッシャー, Ierō Resshā?) : Piloté par Toq 3-gô.
  - Green Ressha (グリーンレッシャー, Gurīn Resshā?) : Piloté par Toq 4-gô.
  - Pink Ressha (ピンクレッシャー, Pinku Resshā?) : Piloté par Toq 5-gô.

L'assemblage a lieu à partir de la commande « Fusion ferroviaire ! » (烈車合体！, Ressha Gattai!). Il est armé de l'épée Fumikiri (フミキリケン, Fumikiriken) et du bouclier Signal (シグナルシールド, Shigunaru Shīrudo). Au moment de porter le coup de grâce, les Toqgers disent : « Épée Fumikiri ! Taillade ferroviaire ! » (フミキリケン！烈車スラッシュ！, Fumikiriken! Ressha Surasshu!)
- Diesel-Oh (ディーゼルオー, Dīzeru-Ō?) : Formé à parir des trois Toq Resshas de soutien suivants :
  - Diesel Ressha (ディーゼルレッシャー, Dīzeru Resshā?) : Piloté par Toq 1-gô.
  - Tank Ressha (タンクレッシャー, Tanku Resshā?) : Piloté par Toq 2-gô et Toq 4-gô.
  - Car Carrier Ressha (カーキャリアレッシャー, Kā Kyariā Resshā?) : Piloté par Toq 3-gô et Toq 5-gô.

L'assemblage a lieu à partir de la commande « Fusion ferroviaire ! » (烈車合体！, Ressha Gattai!).
- Safari Ga-Oh (サファリガオー, Safari Ga-Ō?) (Ressha Sentai Toqger, le film - SOS Galaxy Line) : Formé à partir des cinq Safari Ressha suivants :
  - Lion Ressha (ライオンレッシャー, Raion Resshā?)
  - Eagle Ressha (イーグルレッシャー, Īguru Resshā?)
  - Cat Ressha (キャットレッシャー, Kyatto Resshā?)
  - Alligator Ressha (アリゲーターレッシャー, Arigētā Resshā?)
  - Panda Ressha (パンダレッシャー, Panda Resshā?)

## Épisodes
La thématique de cette série étant le train, tous les épisodes sont désignés en tant que « stations » (駅, eki).
- Station Départ : Partons sur le Toq Ressha (特急烈車で行こう, Tokkyū Ressha de Ikō?)
- Station 2 : Nous sommes là (俺たちはここにいる, Oretachi wa Koko ni Iru?)
- Station 3 : Mettre tout son cœur dans l'imagination (思いこんだら命がけ, Omoikondara Inochigake?)
- Station 4 : Veuillez ne rien laisser de côté en partant (忘れ物にご注意を, Wasuremono Gochūi o?)
- Station 5 : L'autre côté du chemin de fer disparu (消えた線路の向こうがわ, Kieta Senro no Mukōgawa?)
- Station 6 : Qu'est-ce que tu cherches ? (探し物はなんですか, Sagashimono wa Nan Desu ka?)
- Station 7 : Inconsolable, sans motivation (やるせなく、やる気なく, Yarusenaku, Yarukinaku?)
- Station 8 : Grande explosion sur la Rainbow Line (レインボーライン大爆破, Reinbōrain Daibakuhatsu?)
- Station 9 : La mémoire est un billet aller simple (思いは片道切符, Omoi wa Katamichi Kippu?)
- Station 10 : Tokatti meurt au crépuscule (トカッチ、夕焼けに死す, Tokatchi, Yūyake ni Shisu?)
- Station 11 : L'Empereur des Ténèbres (闇の皇帝, Yami no Kōtei?)
- Station 12 : Le ticket arc-en-ciel (虹の定期券, Niji no Teikiken?)
- Station 13 : En avant, l'extincteur géant ! (走れ消火器, Hashire Shōkaki?)
- Station 14 : Manifestation des flics, super détective (迷刑事、名探偵, Meikeiji, Meitantei?)
- Station 15 : Quelques choses dans ton cœur (心の中にあるもの, Kokoro no Naka ni Aru Mono?)
- Station 16 : Un dangereux train spécial (危険な臨時烈車, Kiken na Rinji Ressha?)
- Station 17 : Le ciel après la pluie (雨上がりの空に, Ameagari no Sora ni?)
- Station 18 : Quand je t'appelle par ton nom (君の名を呼べば, Yasuko Kobayashi?)
- Station 19 : Départ immédiat ! Build-Dai-Oh (出発！ビルドダイオー, Shuppatsu! Birudo-Dai-Ō?)
- Station 20 : Rire dangereux (笑顔は危険, Egao wa Kiken?)
- Station 21 : L'avènement de l'Impératrice (女帝の誕生, Nyotei no Tanjō?)
- Station 22 : Main dans la main (手と手をつないで, Te to Te o Tsunai de?)
- Station 23 : Par delà l'aiguillage (分岐点を越えて, Bunkiten o Koete?)
- Station 24 : Sortir d'un conte de fée (おとぎ話が飛び出して, Otogibanashi ga Tobidashite?)
- Station 25 : 銭湯で戦闘開始 (Sentō de Sentō Kaishi?)
- Station 27 : Avoir le nouveau pouvoir (新たな力を, Arata na Chikara o?)
- Station 28 : カッコ悪いがカッコ良い (Kakko Warui ga Kakko Ī?)
- Station 29 : 対向車との合流点 (Taikōsha to no Gōryūten?)
- Station 30 : 誕生日のお祝いは (Tajōbi no Oiwai wa?)
- Station 31 : ハイパーレッシャターミナル (Haipā Ressha Tāminaru?)
- Station 32 : Détermination (決意, Ketsui?)
- Station 33 : Affrontement de Karaté (カラテ大一番, Karate Ōichiban?)
- Station 34 : 戀は大騒ぎ (Koi wa Ōsawagi?)
- Station 35 : Le terminal volé (奪われたターミナル, Ubawareta Tāminaru?)
- Station 36 : 100 % de rêve (夢は１００点, Yume wa Hyakuten?)
- Station 37 : 理不尽クイズ (Rifujin Kuizu?)
- Station 38 : Faire le film (映画つくろう, Eiga Tsukurō?)
- Station 39 : Le début de la fin (終わりの始まり, Owari no Hajimari?)
- Station 40 : 誰があいつで　あいつが誰で (Dare ga Aitsu de, Aitsu ga Dare de?)
- Station 41 : La bataille de Noël (クリスマス大決戦, Kurisumasu Daikessen?)
- Station 42 : 君に届く言葉 (Kimi ni Todoku Kotoba?)
- Station 43 : (開かない扉 Akanai Tobira?)
- Station 44 : À Subarugahama (昴ヶ浜へ, Subarugahama e?)
- Station 45 : 君が去ったホーム (Kimi ga Satta Hōmu?)
- Station 46 : La dernière destination (最後の行き先, Saigo no Ikisaki?)
- Terminus : 輝いているもの (Kagayaiteiru mono?)

## Films
- Ressha Sentai Toqger VS Kamen Rider Gaim : La Combinaison spéciale des vacances de printemps (烈車戦隊トッキュウジャーＶＳ仮面ライダー鎧武春休み合体スペシャル, Ressha Sentai Tokkyūjā Tai Kamen Raidā Gaimu Haruyasumi Gattai Supesharu?) (L'histoire du film se situe entre les épisodes 6 et 7.)
- Heisei Rider VS Showa Rider : Kamen Rider Taisen Feat Super Sentai (平成ライダー対昭和ライダー 仮面ライダー大戦 feat.スーパー戦隊, Heisei Raidā Tai Shōwa Raidā Kamen Raidā Taisen feat. Sūpā Sentai?)

Ils participeront à la guerre des Kamen Rider avec KyoryuRed . Dans ce film, le Toq-Oh se combinera avec le Kyoryuger Ressha et le DenLiner pour devenir le Toq-Oh Kyoryuzin feat DenLiner.
- Ressha Sentai Toqger, le film - SOS Galaxy Line (車戦隊トッキュウジャー ＴＨＥ ＭＯＶＩＥ ギャラクシーラインＳＯＳ, Ressha Sentai Tokkyūjā Za Mūbī Gyarakushī Rain Esu Ō Esu?)
- Kyoryuger VS Go-Busters

Ils font une brève apparition dans le film, après le générique de fin, où ils combattent un méchant du film qui n'avait pas été anéanti.
- Ressha Sentai Toqger vs Kyoryuger.
- Ressha Sentai Toqger, le retour : Le rêve de Super Toq-7gô (行って帰ってきた烈車戦隊トッキュウジャー 夢の超トッキュウ７号, Itte Kaettekita Ressha Sentai Tokkyūjā Yume no Chō Tokkyū Nana-gō?)  (L'histoire du film se situe entre l'épisode 47 de Toqger, et l'épisode 1 de Ninninger.)
- Bakuage Sentai Boonboomger VS Ressha Sentai ToQger the Movie (爆上戦隊ブンブンジャーＶＳ烈車戦隊トッキュウジャーＴＨＥ ＭＯＶＩＥ,Bakuage Sentai Bunbunjā Tai Ressha Sentai Tokkyūjā Za Mūbī )

## Autour de la série
- C'est la première équipe à avoir la thématique du train. Mais ce n'est pas la première équipe à utiliser des mecha basés sur des trains (GôGô V, Magiranger et Go-Onger).
- Le thème du train a été choisi en référence au JR-Maglev. Cet avancement technologique a également servi d'argument pour Tokyo afin d'être choisi pour les Jeux olympiques d'été de 2020.
- Les Toqgers sont la première équipe de Super Sentai dont les membres peuvent changer de couleur selon l'arme qu'ils utilisent (à l'exception des Gokaigers, qui peuvent utiliser n'importe quel costume de Super Sentai, quelle que soit la couleur). Mais leur numéro reste inchangé. D'ailleurs, Right peut devenir White Ressha et Black Ressha.
- Toq 6-gô est le premier ranger orange officiel depuis Battle Cossack dans Battle Fever J, près de 35 ans auparavant.
- Le nom de tous les supérieurs de Shadow Line signifie « noir » dans une autre langue que le japonais : en allemand pour le Général Schwartz, en italien pour le Baron Nero, en français pour Madame Noir et dans les langues scandinave pour Marquise Morc (mais dans certains cas pour cette dernière, c'est aussi synonyme de Ténèbres) ; on remarque d'ailleurs que l'apparence des supérieurs de Shadow Line est liée à la langue d'origine de leur nom. Ainsi, Schwartz ressemble à un général allemand, Nero à un aristocrate italien et Madame Noir à une aristocrate française, seule la Marquise Morc échappe à la règle, mais cela vient du fait qu'elle ne faisait pas partie du groupe de base au début de la série. Dans le cas de Miss Gritta, son nom vient de l'espagnol negrita et est également un jeu de mots avec l'anglais glitter (scintillement) qui joue sur le paradoxe entre les ténèbres et la lumière de l'empereur Z.
- Akira est originellement un monstre œuvrant pour Shadow Line sous le nom de « Zalam » (ザラム, Zaramu?). (Ce mot vient de l'arabe ظلام / ẓalām signifiant « ténèbres »).
- La forme originale de L'Empereur, possède une ceinture ressemblent à celui des Kamen Rider 1 et 2.